# Kate Michelman
Kate Michelman (née en 1942) est une militante politique américaine connue pour son engagement au sein du mouvement pro-choix. Elle fut présidente du NARAL de 1985 à 2004, et témoigna contre Clarence Thomas et Samuel Alito à la Cour suprême américaine. Elle est l'auteur de l'ouvrage With Liberty and Justice for All: A Life Spent Protecting the Right to Choose publié en 2006, et qui constitue ses mémoires.